# Comuna Ohotnîkove, Sakî
Ohotnîkove (în ucraineană Охотникове) este o comună în raionul Sakî, Republica Autonomă Crimeea, Ucraina, formată din satele Naumivka, Ohotnîkove (reședința), Orleanka și Runne.

## Demografie
Componența lingvistică a comunei Ohotnîkove
     Rusă (59,41%)
     Tătară crimeeană (22,44%)
     Ucraineană (15,61%)
     Alte limbi (0,83%)
Conform recensământului din 2001, majoritatea populației comunei Ohotnîkove era vorbitoare de rusă (59,41%), existând în minoritate și vorbitori de tătară crimeeană (22,44%) și ucraineană (15,61%).